# Barleeia trifasciata
Barleeia trifasciata is een slakkensoort uit de familie van de Barleeiidae. De wetenschappelijke naam van de soort is voor het eerst geldig gepubliceerd in 1960 door Habe.